# مشاوله (روستا)
 مشاوله  به عربی ( الُمشاولة )، روستایی است در دهستان وزاعیه از توابع استان تَعِز در کشور یمن در شبه جزیره عربستان.

## جمعیت
جمعیت آن (۱۰۰ ) نفر (۱۱ خانوار) می‌باشد.